# Åryd (Växjö)
Åryd è un'area urbana della Svezia situata nel comune di Växjö, contea di Kronoberg.
La popolazione risultante dal censimento 2010 era di 684 abitanti .